# Le Muppet Show
Le Muppet Show (The Muppet Show) est une série télévisée américano-britannique en 120 épisodes de 24 minutes, créée par Jim Henson et diffusée entre le 25 septembre 1976 et le 6 août 1981 sur le réseau ITV1. En France, la série a été diffusée à partir du 20 janvier 1977 sur Antenne 2. Elle fut par la suite rediffusée sur FR3 à partir de septembre 1986 (tous les jours à 13h30), sur FR3 dans Amuse 3 en novembre 1988, sur Jimmy dans les années 90, puis sur Télétoon à partir de septembre 2001 (tous les jours à 19h).

## Synopsis
La série, présentée par Kermit la grenouille dans le rôle du régisseur d’un théâtre, propose une succession de sketches et de numéros musicaux réalisés par les membres de la troupe (les marionnettes Muppets) autour d'une guest star humaine, issue du monde du cinéma, du théâtre ou de la musique.

## Fiche technique
- Titre original : The Muppet Show
- Titre français : Le Muppet Show
- Réalisateur : Peter Harris, Philip Casson.
- Scénaristes : Don Hinkley, Jim Henson, Jerry Juhl, Joseph A. Bailey, Chris Langham, Jack Burns, Marc London, James Thurman.
- Sociétés de production : ATV, ITC Entertainment, Henson Associates.
- Musique :  
  - Générique original : Jim Henson, Sam Pottle (auteurs-compositeurs)
  - Générique français : Michel Salva, Sam Pottle
- Pays d'origine : États-Unis, Royaume-Uni
- Langue : anglais
- Nombre d'épisodes : 120 (5 saisons)
- Durée : 24 minutes
- Format : couleur ; 1.33 : 1
- Dates de première diffusion :  États-Unis : 25 septembre 1976 ;  France : 20 novembre 1977
- Adaptation en français des chansons : Pierre Tisserand[6]

## Distribution

### Personnages principaux
- Kermit, la grenouille (en anglais : Kermit the frog), manager et présentateur du Muppet Show
- Piggy, la cochonne amoureuse de Kermit (en anglais : Miss Piggy)
- Fozzie, l'ours (en anglais : Fozzie Bear) blagueur et comique.
- Le grand Gonzo (en anglais : Gonzo the great)
- Rowlf (en), le chien pianiste, alias le « Docteur Bob » dans Les Vétérinaires à l'hôpital
- Scooter (en), le neveu du directeur du Théâtre
- le Docteur Walbec Bunsen (en) et son assistant Beaker (en)
- Sam (en), l'aigle moralisateur
- Les deux vieux critiques dans la loge-balcon, Statler et Waldorf (Waldorf a une moustache)
- Le Chef suédois (en anglais : Swedish chef)
- Annie Sue (en), la chorus girl fan de Piggy
- Hilda, l'habilleuse
- Beauregard (en), l'homme-à-tout-faire
- Foo-foo, le caniche de Miss Piggy
- Georges, le gardien
- le capitaine Jean Bondyork (en) et le professeur Enrico Chonaille (en) des Cochons dans l'espace
- Wayne et Wanda, chanteurs d'opérette
- Newsman, le présentateur du Flash Muppet
- Robin, le neveu « miniature » de Kermit
- Camilla (en), la « poule » de Gonzo
- Sweetums (en), l'énorme monstre poilu, cousin éloigné de Chewbacca
- Rizzo (en), le rat (apparaît dans The Great Muppet Caper)
- Clifford (en), présentateur du Muppet Tonight show
- Carl, le Grand Méchant Lapin, qui dévore les autres marionnettes
- Spamela Larderson, la starlette (en anglais : Spamela Hamderson) (Muppet Tonight)
- Johnny Fiamma, le crooner et son singe Sal Manella (Muppet Tonight)
- Bobo, l'ours concierge (Muppet Tonight)
- Seymour l'éléphant et Pépé, la crevette royale (en) (Muppet Tonight)
- L'orchestre Dr. Teeth and The Electric Mayhem (en français : Dr Dent et son Groupe électrogène) :
  - Animal (qui dans la VF s'appelle souvent Jean-Laurent), le batteur fou (inspiré par le batteur de The Who, Keith Moon).
  - Le Docteur Dent, pianiste (en anglais Dr. Teeth)
  - Janice, la guitariste
  - Zoot (qui dans la VF s'appelle souvent Jean-Roger, pour sa ressemblance avec l'acteur Jean-Roger Caussimon), le saxophoniste (dont l'apparence provient du fameux saxophoniste argentin Gato Barbieri et le nom du saxophoniste Zoot Sims)
  - Floyd (qui dans la VF s'appelle Jean-Sébastien), le bassiste (en anglais : Sgt. Floyd Pepper)

### Voix françaises

#### Marionnettes (1erdoublage)
- Roger Carel : Kermit la grenouille, Walbec Bunsen, Beauregard
- Micheline Dax : Miss Piggy, Janice, Hilda
- Francis Lax : Fozzie, Sam l'aigle, Scooter, Newsman le présentateur du Flash Muppet
- Gérard Hernandez : Gonzo, Waldorf, Rowlf, Robin le neveu de Kermit
- Pierre Tornade : Jean Bondyork, Statler, Georges (le gardien du théâtre), Sweetums
- Jean Stout : Chef Suédois

#### Invités
- Jacques Balutin : Steve Martin
- Philippe Dumat : Jim Nabors, Bob Hope
- Claude Chantal : Florence Henderson
- Jean Martinelli : Vincent Price, George Burns
- Jacques Dynam : Zero Mostel, Dom DeLuise
- Albert Augier : Roy Clark
- Roger Carel : Joel Grey, Charlie McCarty et Mortimer Snerd les marionnettes d'Edgar Bergen, Peter Sellers
- Gérard Hernandez : John Cleese
- Arlette Thomas : Helen Reddy[7]
- Francis Lax : Don Knotts
- Patrick Floersheim : Roger Moore
- Guy Chapellier : Paul Simon
- Laurence Crouzet : Brooke Shields
- Philippe Ogouz : Elton John, Alice Cooper
- Gérard Dessalles : Sylvester Stallone
- François Leccia : Mark Hamill
- Danielle Volle : Raquel Welch

#### Marionnettes (2ddoublage)
- Edgar Givry : Kermit
- Éric Métayer : Piggy
- Jean-Claude Donda : Fozzie, Gonzo, Dr Walbec Bunsen, Chef suédois
- Michel Elias : Waldorf, Rowlf, Animal, Sweetums, Floyd Pepper
- Patrick Préjean : Statler, le présentateur télé, Ernest
- Marc Saez : Scooter
- Michel Dodane : Sam l'aigle, Harry
- Xavier Fagnon : Oncle Deadly, Link Hogthrob
- Camille Donda : Janice, Hilda, Mildred
- Michel Vigné : Zoot le saxophoniste, George le concierge
- Emmanuel Curtil : Marvin Suggs
- Marc Perez : Bart, Gramps, Thog, voix additionnelles
- Jérôme Pauwels, Jérémy Prévost, Zina Khakhoulia : voix diverses

#### Invités[8],[9],[10]
| - Kelly Marot : Connie Stevens (1.02), Marisa Berenson (3.10) - Benjamin Bollen : Joel Grey (1.03) - Sybille Tureau : Ruth Buzzi (1.04) - Géraldine Asselin : Rita Moreno (1.05), Cleo Laine (2.16), Leslie Uggams (3.18) - Emmanuel Curtil : Jim Nabors (1.06), Steve Martin (2.08) - Camille Donda : Florence Henderson (1.07), Elke Sommer (3.19) - Adrien Larmande : Paul Williams (1.08) - Xavier Fagnon : Harvey Korman (1.10) - Fily Keita : Lena Horne (1.11) - Nicolas Justamon : Peter Ustinov (1.12) - Xavier Couleau : Bruce Forsyth (1.13) - Charlotte Bizjak : Sandy Duncan (1.14) - Rafaèle Moutier : Candice Bergen (1.15) - Jérémie Bédrune : Avery Schreiber (1.16) - Jean-Paul Pitolin : Ben Vereen (1.17) - Catherine Davenier : Phyllis Diller (1.18) - Alexis Victor : Vincent Price (1.19) - Olivia Luccioni : Valerie Harper (1.20), Kaye Ballard (1.23) - Cerise Calixte : Twiggy (1.21) - Marie-Martine : Ethel Merman (1.22) - Benoît Du Pac : Don Knotts (2.01) - Gérard Darier : Zero Mostel (2.02) - Jean-Baptiste Marcenac : Milton Berle (2.03) - Jérémy Prévost : Rich Little (2.04) - Marie-Laure Dougnac : Judy Collins (2.05), Gilda Radner (3.04) - Véronique Augereau : Nancy Walker (2.06) - Hervé Bellon : Edgar Bergen (2.07) - Barbara Beretta : Madeline Kahn (2.09) - Philippe Catoire : George Burns (2.10) - Jérôme Wiggins : Dom DeLuise (2.11) | - Dorothée Pousséo : Bernadette Peters (2.12) - Alexandre Gillet : Rudolf Noureev (2.13) - Baptiste Marc : Lou Rawls (2.15) - Marie Bouvet : Julie Andrews (2.17) - Magali Rosenzweig : Jaye P. Morgan (2.18) - Damien Ferrette : Peter Sellers (2.19) - Zina Khakhoulia : Petula Clark (2.20), Loretta Lynn (3.08) - Pierre Tessier : Bob Hope (2.21) - Peggy Martineau : Teresa Brewer (2.22) - Jérôme Pauwels : John Cleese (2.23) - Claire Guyot : Cloris Leachman (2.24) - Jean-Alain Velardo : Kris Kristofferson (3.01) - Delphine Braillon : Rita Coolidge (3.01) - Julien Crampon : Leo Sayer (3.02) - Lionel Tua : Roy Clark (3.03) - Maïk Darah : Pearl Bailey (3.05) - Élisabeth Fargeot : Jean Stapleton (3.06) - Fabrice Trojani : Alice Cooper (3.07) - Thierry Gondet : Liberace (3.09) - Stéphanie Lafforgue : Raquel Welch (3.11) - Michel Dodane : James Coco (3.12) - Clara Artur-Vaude : Helen Reddy (3.13) - Jean-Michel Vaubien : Harry Belafonte (3.14) - Anne Deleuze : Lesley Ann Warren (3.15) - William Coryn : Danny Kaye (3.16) - Pierre Margot : Spike Milligan (3.17) - Alain Dorval : Sylvester Stallone (3.20) - Vincent Ropion : Roger Miller (3.21) - Guy Chapellier : Roy Rogers (3.22) - Évelyne Grandjean : Dale Evans (3.22) - Isabelle Ferron : Lynn Redgrave (3.23) - Céline Monsarrat : Cheryl Ladd (3.24) - Emmanuelle Bodin : Dyan Cannon (4.04) - Juliette Degenne : Joan Baez (5.03) |

## Récompenses
- British Academy of Film and Television Arts Award 1977 : Meilleur programme de divertissement
- Emmy Award 1977 : Meilleur second rôle dans un programme de variétés pour Rita Moreno
- British Academy of Film and Television Arts Award 1978 : Meilleure série originale
- Emmy Award 1978 : Meilleure série de divertissement
- British Academy of Film and Television Arts Award 1979 : Meilleur montage vidéo
- Emmy Award 1980 : Meilleur montage vidéo pour l'épisode Liza Minnelli
- Emmy Award 1981 : Meilleur scénario pour l'épisode Carol Burnett

## A propos
- L'origine du mot Muppet vient de la contraction des mots Marionnette et Puppet[11].
- Les marionnettes du Muppet Show, créées par Jim Henson, sont d'abord apparues dans Sesame Street, une célèbre émission américaine destinée aux enfants[11].
- La première marionnette des Muppets fut Kermit que Jim Henson créa en découpant un manteau de sa mère[11].
- Lorsqu'au début des années 1970 Jim Henson propose le Muppet Show, il ne trouve pas de producteurs intéressés par le projet aux États-Unis. C'est alors qu'il s'adresse à Sir Lew Grade, fondateur d'ITC Entertainment, producteur britannique du Prisonnier, qui, enthousiasmé, se lance dans le projet[11].
- La série remporte de nombreux prix pour un programme de ce type. Diffusée dans 102 pays, elle attire des stars internationales de premiers plan[11].
- Les droits de la série ont été rachetés en 2004 par la Walt Disney Company qui a créé la société Muppets Holding Company, rebaptisée en avril 2007The Muppets Studio.
- En France, cette série est à l'origine du Bébête show, parodie politique créée en 1982 par Stéphane Collaro, Jean Amadou et Jean Roucas.

## Suites

### Séries télévisées
- 1996-1998 : une deuxième série intitulée Les Muppets (Muppets Tonight), en 22 épisodes de 25 minutes a été diffusée entre le 8 mars 1996 et le 8 février 1998 sur le réseau ABC. En France, cette série a été diffusée sur Canal+.
- 1984-1991 : une série animée, Les Muppet Babies (Muppet Babies), raconte l’enfance de Kermit et ses amis.
- 2006 : l’animateur Sébastien Cauet produit une émission pour la télévision française avec les marionnettes originales, Muppets TV. Diffusée sous la forme d'un programme court quotidien de 5 minutes et d'une émission hebdomadaire de 30 à 35 minutes entre le 29 octobre 2006 et le 31 décembre 2006 sur TF1, elle sera arrêtée au bout de 10 épisodes faute d'audience,.
- 2015-2016 : The Muppets, diffusée sur ABC.
- Depuis 2018 : Les Muppets Babies, reboot en 3D de la série animée de 1984.
- Depuis 2020 : Le Nouveau Muppet Show (Muppets Now), diffusé sur Disney+.

### Films
Plusieurs longs-métrages ayant pour héros les personnages principaux du Muppet Show ont été réalisés :
- 1979 : Les Muppets, le film ou Les Muppets: ça c'est du cinéma! (The Muppet Movie)
- 1981 : La Grande Aventure des Muppets (The Great Muppet Caper)
- 1984 : Les Muppets à Manhattan (The Muppets Take Manhattan)
- 1992 : Noël chez les Muppets (The Muppet Christmas Carol)
- 1996 : L'Île au trésor des Muppets (Muppet Treasure Island)
- 1999 : Les Muppets dans l'espace (Muppets from Space)
- 2011 : Les Muppets, le retour (The Muppets)
- 2014 : Opération Muppets (Muppet Most Wanted)
- 2024 : Jim Henson : l'homme aux mille idées (Jim Henson Idea Man)

### Téléfilms et épisodes spéciaux (sélection)
- 1986 : The Muppets: A Celebration of 30 Years
- 1987 : Le Noël des Muppets (A Muppet Family Christmas)
- 1990 : The Muppets at Walt Disney World
- 2002 : Kermit, les années têtard (Kermit's Swamp Years)
- 2002 : Joyeux Muppet Show de Noël (It's a Very Merry Muppet Christmas Movie)
- 2005 : Le Magicien d'Oz des Muppets (The Muppets' Wizard of Oz)
- 2013 : Lady Gaga and the Muppets Holiday Spectacular
- 2021 : Muppets Haunted Mansion

## Produits dérivés (France)

### Disque
- Le Muppet Show (45 tours) : Auteurs-compositeurs : Michel Salva (VF) et Sam Pottle ; Label : PYE records, Référence : PYSE 5511.1978.
- The Muppet Show (33 tours) : Auteurs-compositeurs : Michel Salva (VF) et Sam Pottle ; Label : PYE records - 1978
- The Muppet Show 2 : Les Muppets chantent en français (33 tours) : Auteurs-compositeurs : Michel Salva (VF) et Sam Pottle ; Label : PYE records - 1978

### DVD
- The Muppet Show : The Best Of en 2 DVD - Éditeur : Sony Music Video, Référence : ASIN: B0000AITEX ; 8 septembre 2003.
- Le Muppet Show - Intégrale saison 1 (coffret 4 DVD) ; Éditeur : Disney ; 4 août 2009.
- Le Muppet Show - Intégrale saison 2 ; Éditeur : Disney ; 25 novembre 2009.

### Livre
- Le Muppet Show : Denoël Filipacchi - 1978